# 아틀레티코 마드리드 페메니노
클루브 아틀레티코 데 마드리드 페메니노(스페인어: Club Atlético de Madrid Femenino)는 스페인의 수도 마드리드를 연고로 하는 여자 축구 클럽이다. 현재 스페인의 여자 축구 리그인 리가 F에 참가하고 있다.

## 역사
1980년대 후반에 창단된 아틀레티코 마드리드 산하 여자 축구 클럽인 아틀레티코 비야 데 마드리드(Atlético Villa de Madrid)가 전신이다. 아틀레티코 비야 데 마드리드는 1990년에 프리메라 디비시온 페메니나에서 우승을 차지했지만 1990년대 초반에 해체되었다.
2001년에 아틀레티코 마드리드 산하 여자 축구 클럽으로 다시 설립되었으며 2002년부터 2003년까지 지역 리그에 참가했다. 2004년부터 세군다 디비시온 페메니나에 참가했고 2006년에는 프리메라 디비시온 페메니나로 승격되었다. 2016년에는 프리메라 디비시온 페메니나, 코파 데 라 레이나 우승을 달성했고 2017년에는 프리메라 디비시온 페메니나 시즌에서 무패 우승을 달성했다.

## 성적
- 프리메라 디비시온 페메니나 4회 우승 (1989-90, 2016-17, 2017-18, 2018-19)
- 코파 데 라 레이나 1회 우승 (2015-16)